# Középfalva község
Középfalva község (románul: Comuna Chiuza) község Beszterce-Naszód megyében, Romániában. Központja Középfalva, beosztott falvai Diófás, Kőfarka, Szészárma.

## Népessége
A 2011-es népszámlálás adatai alapján a község népessége 1866 fő volt.